# Value City
Value City Department Stores was een Amerikaanse warenhuisketen met 113 vestigingen. 

## Geschiedenis
Het bedrijf werd in 1917 opgericht door Ephraim Schottenstein, een handelsreiziger uit centraal Ohio. De winkel was een discountwinkel die kleding, sieraden en huishoudelijke artikelen verkocht tegen prijzen onder de adviesprijs van de fabrikant. De keten richtte zich op opkoop- en uitverkoopartikelen en partijen kleding en tweedekeus-artikelen van fabrikanten. De winkels droegen de merknaam Schottenstein's in de stad Columbus, Ohio. In 2008 werd de naam Schottenstein geschrapt. Ook werden drie winkels in de agglomeratie Detroit gezamenlijk onder de naam Crowley's Value City geëxploiteerd. Van 1984 tot 1995 was Schottenstein ook eigenaar van Shifrin-Willens, een juwelierszaak.
De eerste winkel was gevestigd in Columbus, Ohio, op Parsons Avenue 1887 op de hoek van Parsons Avenue en Reeb Avenue. Deze winkel is sinds 2006 gesloten. De winkel was voorheen gelieerd aan Value City Furniture, dat 130 winkels heeft en in 1948 werd opgericht. (VCF is bedrijfssponsor van Value City Arena, de thuisbasis van de dames- en herenbasketbalprogramma 's van de Ohio State University.)
Het bedrijf betrad de markt in St. Louis, Missouri in 1995 en opende een vestiging in Webster Groves in St. Louis County. Op dat moment telde Value City 79 winkels.
In 1999 namen ze de discountketen Grandpa's over, die 15 winkels in de omgeving van St. Louis had. 
Retail Ventures wilde oorspronkelijk de Value City-activiteiten verkopen om zich te kunnen richten op zijn winstgevendere merken. De keten maakte in 2007 bekend dat ze van plan was om maximaal 24 winkels aan Burlington te verkopen. Op 23 januari 2008 maakte Retail Ventures echter bekend dat het een eigendomsbelang in Value City verkocht aan de nieuw opgerichte VCHI Acquisition Company. Het bedrijf sloot in 2008 nog steeds een aantal winkels, terwijl het de aanpak van de verkoop van de winkels die het bedrijf behield, reorganiseerde. Op 27 oktober 2008 maakte Value City bekend dat de keten faillissement aanvroeg en dat alle resterende winkels zouden sluiten. De verkoop werd afgerond op 23 december 2008.